# Joan Kroc
Joan Beverly Kroc (née Mansfield, anciennement Smith ; 27 août 1928 - 12 octobre 2003), également connue sous le nom de Joni, est une philanthrope américaine. Troisième épouse du PDG de McDonald's, Ray Kroc, elle est aussi connue pour son implication dans l'organisation McDonald's. Elle est la principale propriétaire de l'équipe de baseball des San Diego Padres de 1984 à 1990.

## Jeunesse
Joan est née le 27 août 1928 à West St. Paul, Minnesota. Son père, Charles Smart Mansfield, est magasinier et ensuite cheminot,,. Sa mère, Gladys Bonnebelle Mansfield, est née le 5 avril 1906 à Luck.

## Mariage et famille
En 1945, elle épouse Rawland F. "Rollie" Smith,, un vétéran de la Marine qui deviendra un franchisé de McDonald's, possédant finalement trois magasins à Rapid City, Dakota du Sud. L'enfant unique du couple, une fille prénommée Linda, nait l'année suivante.
Joan rencontre le fondateur de McDonald's Corp., Ray Kroc, en jouant de l'orgue au Criterion Restaurant à St. Paul, Minnesota en 1957,,. Cependant, ils sont alors tous les deux mariés. Ils se rencontrent de nouveau lors d'une conférence McDonald's en 1969. En l'espace de six mois, ils divorcent de leur conjoint respectif et se marient. Après la mort de Kroc en 1984, elle hérite de sa fortune.

## Philanthropie
Le premier effort philanthropique de Joan est l'opération Cork en 1976 à La Jolla, Californie. Il vise à informer les médecins et autres agents de santé sur les dangers de l'alcoolisme.
Ray et Joan Kroc possèdent le club de baseball professionnel de San Diego Padres à partir de 1974. Après la mort de Ray en 1984, elle tente de faire don de l'équipe à la ville de San Diego, mais les règles de la Major League Baseball interdisent la propriété par un organisme public. Joan vend finalement l'équipe en 1990 et se tourne vers la philanthropie.
La Fondation Joan B. Kroc fait don de 18,5 millions de dollars à la San Diego Hospice Corporation (maintenant connue sous le nom de San Diego Hospice and The Institute for Palliative Medicine) en 1985 pour créer son centre de soins palliatifs polyvalent. Le don couvre les frais de planification, d'acquisition de terrains, la construction et l'ameublement intérieur du centre.

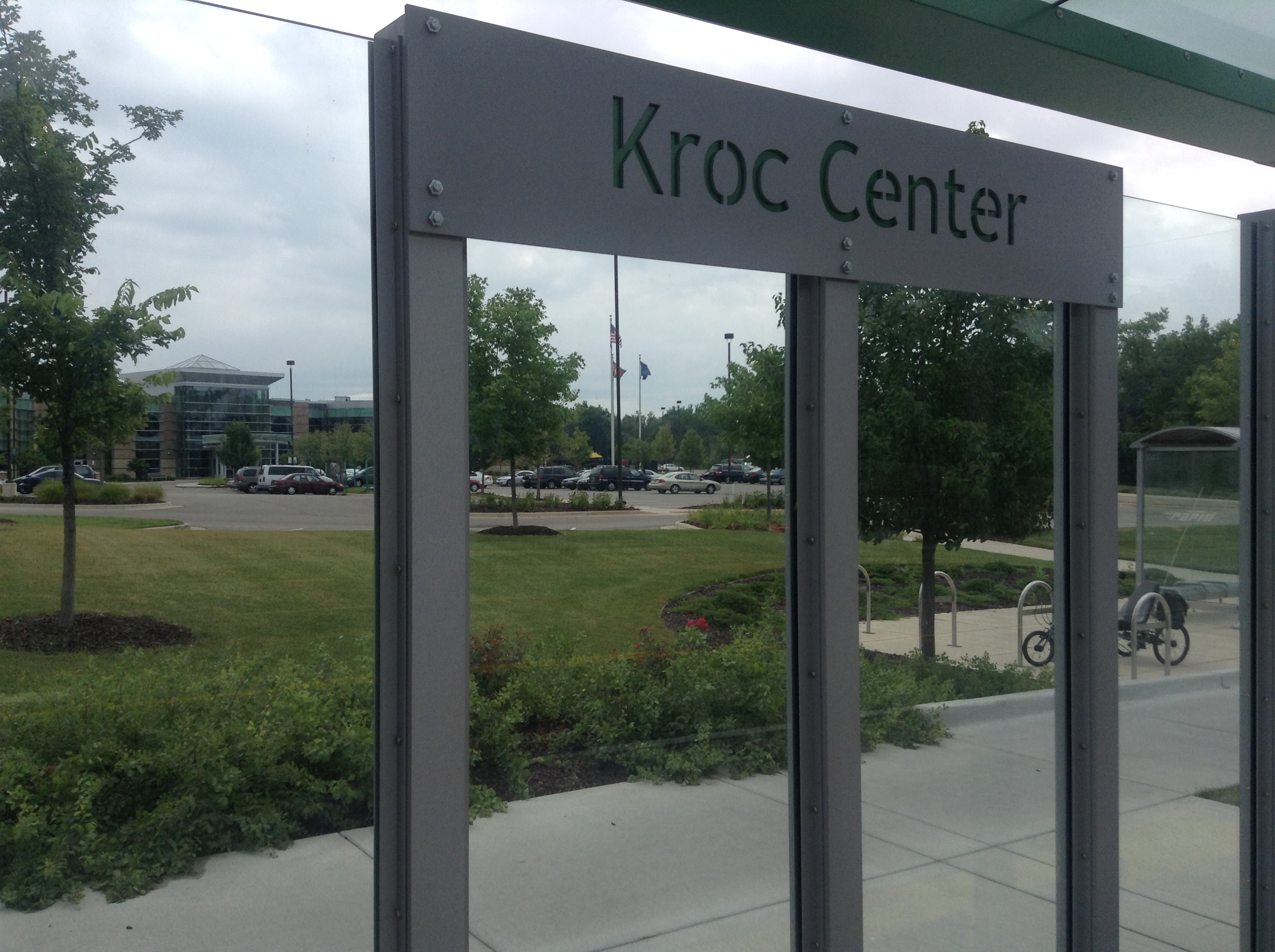
Un Kroc Center au Michigan.

En 2002, le Kroc Center (en), un grand centre communautaire de l'Armée du Salut qu'elle a financé à hauteur de 87 millions de dollars ouvre ses portes au public. Plus tard, elle lègue dans son testament 1,5 milliard de dollars supplémentaires pour ouvrir des centres Kroc de l'Armée du Salut à travers le pays, le plus grand don unique jamais enregistré. Plusieurs institutions de la région de San Diego portent son nom, notamment le groupe de réflexion Joan B.Kroc Institute for Peace and Justice et la Joan B.Kroc School of Peace Studies à l'Université de San Diego, le St. Vincent de Paul Joan Kroc Center for the Homeless et le Kroc–Copley Animal Shelter.
De plus, Joan crée et dote le Joan B. Kroc Institute for International Peace Studies de l'Université de Notre-Dame. Kroc préfère faire des dons de manière anonyme, mais les organisations bénéficiaires insistent souvent pour faire connaître ses dons, dans l'espoir d'attirer de nouveaux donateurs.
En tant que propriétaire des Padres, elle a lancé le premier programme d'aide aux employés de la Major League Baseball pour les joueurs et le personnel ayant des problèmes de drogue.
Kroc est également politiquement active. En 1985, elle soutient le désarmement nucléaire en finançant la réimpression du livre Missile Envy par Helen Caldicott, ainsi que la publication d'annonces dans les principaux journaux pour appeler au désarmement. En réponse, Cal Thomas (en), un chroniqueur conservateur, la qualifie de «McNut».
Elle est affectueusement connue par les citoyens de Grand Forks, Dakota du Nord et East Grand Forks, Minnesota, comme l'«Ange» en raison de son don anonyme de 15 millions de dollars pour aider les villes après les 1997 Red River flood (en).
À sa mort en 2003, un legs de 225 millions de dollars est fait à la National Public Radio (NPR) ,.

## Mort

Joan Kroc est membre du California Hall of Fame.

Joan décède d'une tumeur au cerveau le 12 octobre 2003 à Rancho Santa Fe, à l'âge de 75 ans. Elle est incinérée et ses restes sont ensevelis au El Camino Memorial Park (en) dans la Sorrento Valley, San Diego (en).

## Postérité
Joan Kroc est intronisée au Temple de la renommée des femmes du comté de San Diego en 2004, organisé par le Women's Museum of California (en), Commission on the Status of Women (en), l'Université de Californie à San Diego Women's Center et San Diego State University Women's Studies (en).
Le 25 août 2009, le gouverneur de Californie Arnold Schwarzenegger et Maria Shriver annoncent que Kroc serait l'une des 13 intronisés au California Hall of Fame pendant une exposition d'un an du The California Museum.
Kroc est également présentée dans l'exposition "California Remarkable Women" du Musée, fondée par Shriver en 2004.

## Dans la culture populaire
Kroc est interprété par l'actrice Linda Cardellini dans le film dramatique biographique américain de 2016, Le Fondateur.